# Lago Tiroto
El lago Tiroto o lago Te Roto (en inglés: Tiroto Lake) es un lago en el sur de la isla de Atiu (a veces llamada Enuamanu, que quiere decir Tierra de las aves) parte de las islas Cook, un territorio asociado a Nueva Zelanda. La isla donde se encuentra ubicado el lago se localiza al sur de la isla Stanley y al norte de Ohinau. Se cree que cerca del lago están enterrados algunos guerreros antiguos de Atiu.